# Antarctothoa mauricei
Antarctothoa mauricei är en mossdjursart som beskrevs av Wright, Hayward och Hughes 2007. Antarctothoa mauricei ingår i släktet Antarctothoa och familjen Hippothoidae. Inga underarter finns listade i Catalogue of Life.